# Granisle (Columbia Britannica)
Granisle è un villaggio della provincia canadese della Columbia Britannica, nel Distretto regionale di Bulkley-Nechako. È situato nella sponda occidentale del Lago Babine, il lago più lungo della provincia (177 m).
Secondo il censimento del 2024, il villaggio aveva 336 abitanti.

## Origini del nome
Il nome ''Granisle'' fu scelto dalla compagnia mineraria dell'epoca, Granisle Copper Ltd, che era controllata dalla Grandy Mining Company Ltd.

## Storia
Granisle fu fondata nel 1965, quando venne aperta una miniera di rame a cielo aperto sull'Isola di McDonald, nel Lago Babine.
Nel giugno del 1971, durante i lavori in una miniera di rame, sono state dissotterrate delle ossa e zanne di un mammut.
Il 29 giugno dello stesso anno, Granisle è stata riconosciuta ufficialmente come villaggio.